# 島津豊久
島津豊久（元龜3年（1570年） - 慶長5年9月15日（1600年10月21日））是日本戰国時代島津氏出身的武將。父親是島津家久、母親是樺山善久的女兒。妻子是島津久保女映姬。(島津幹久)

## 生涯
豊久是島津義久和島津義弘的弟弟島津家久之子，父親家久在島津氏向豐臣秀吉投降那年去世，因此繼承父親的日向佐土原城（宮崎市佐土原町）而成為城主。之後跟從豐臣秀吉轉戰小田原征伐和萬曆朝鮮戰爭等各地。
1600年秀吉死後，因為發生關原之戰與伯父島津義弘一起參加西軍、但因為東軍獲勝、在義弘決定進行突围時、代替義弘當誘餌而戰死。

### 永吉島津家
戰後、為了避免其佐土原領地因為無後嗣而被德川家改易，所以由同一族的島津以久所接收。豊久因為沒有孩子、於是領地被自己外甥的女婿繼承。但這個系統直到寬永元年（1624年）而斷絶。之後由第18代當家・島津家久（島津忠恒，曾與其父同名）的兒子・久雄繼續繼承、而使永吉島津家留了下來。

## 人物
- 父親・家久死後，因為嘗到孤獨滋味的豊久，變得很依靠伯父義弘。在關原之戰中親自跟隨義弘的人，就只有他一個。
- 14歳時，所参加沖田畷之戰是他的初次上陣。因為這場合戰比想像的還激烈、於是被父親・家久命令回到本國、但被他以「就算是本國、如果在戰場上因為聽了父親命令就要撤退，是永遠的恥辱」而拒絕撤退並且繼續留在戰場上、而且還成功立下殺死一名武將的戰功。

## 墓所
通説其戰死的地方在岐阜縣大垣市上石津町的烏頭坂中、那裡有島津忠重所揮毫作成的豊久的石碑。另外、同町上多良地區也通称「島津塚」而被傳為是豊久之墓。
但在現地又傳出豊久之死的異說。有一個是、逃到遠方的豊久因為被村民拒絕收容，在遺憾下而死、結果因此作祟而讓他的墓所草木不生。另一個和這個說法完全不同、那就是豊久因為不忍拼命幫他看病的村人受到懷疑，於是因此自殺而死。

## 登場作品
小說
- 為忠義而死 島津豐久（KADOKAWA、近衛龍春（日语：近衛龍春）著）
- 島津家久與島津豐久（学陽書房、山元泰生（日语：山元泰生）著）

影視劇
- 關原（日语：関ヶ原 (テレビドラマ)）（1981年、TBS、演：高田大三）
- 德川家康（1983年、NHK大河劇、演：片岡弘貴）
- 葵德川三代（2000年、NHK大河劇、演：山口祐一郎）
- 功名十字路（2006年、NHK大河劇、演：田村亮）
- 關原（2017年、東寶、演：三浦誠己）

漫畫
- 漂流武士（少年畫報社、平野耕太作）

遊戲
- 戰國無雙系列&無雙OROCHI系列（光榮、配音：宮坂俊藏）